# Lis de saint Bruno
Pour les articles homonymes, voir Lis.
Espèce
Classification APG III (2009)
Le Lis de saint Bruno (Paradisea liliastrum), également appelé Lis des Allobroges ou Lis des Alpes, est une espèce de plantes vivaces de la famille des Xanthorrhoeacées selon la classification phylogénétique APG III (2009). Elle semble être le seul représentant du genre Paradisea présent sur le territoire français.

## Description
Le Lis de saint Bruno croît sur les terrains calcaires, dans les prairies et sur les pentes herbeuses et rocailleuses des régions de montagne. La hampe florale, haute de 20 à 60 cm, porte trois à dix grandes fleurs blanches toutes tournées plus ou moins du même côté. 
Confusion possible avec la Phalangère à fleurs de Lis (Anthericum liliago), moins vigoureuse, mais aux fleurs plus nombreuses, orientées en tous sens.

## Protection
En France, cette espèce est protégée en région Auvergne (Article 1).